# ديسكوغرافيا ليدي غاغا
تتضمن تسجيلات فنانة البوب الأميركية ليدي غاغا، ألبوما استديو، ألبوم جامع، ألبوما أغاني مطولة، عشرة أغاني منفردة، ثلاثة أغاني تسويقية، وأحدا عشر فيديو موسيقي. في عمر السابعة عشر، بدأت غاغا بالدراسة في مدؤسة تيش الموسيقية التابعة لجامعة نيويورك، قبل تركها الدراسة في عمر التاسعة عشر. بدأت مهنتها الفنية بالغناء في الملاهي والنوادي الليلية في نفس الوقت عندما كانت تكتب أغاني لأشخاص مشهورين أمثال بريتني سبيرز ونيو كيدز أون ذا بلوك قبل إطلاقها ألبومها الأول الشهرة في 19 أغسطس، 2008.
تربع الألبوم على عرش المركز الأول في كثير من مراكز السباقات حول العالم واحتل المركز الثاني في الولايات المتحدة، حيث كانت أول أغنيتين منفردتين من الألبوم "ارقص فقط" و"وجه البوكر" ضربات حققت المركز الأول عالمياً. ثم تبعتهما الأغاني المنفردة الناجحة "إي، إي (لا يوجد شيء آخر للقول) و"لعبة حب" و"بابارازي"، باع الشهرة أكثر من اثنا عشر مليون نسخة عالمياً. مما أدى نجاح الألبوم إلى إطلاق نسخة من الألبوم تحوي أغاني إضافية بعنوان وحش الشهرة، ولكنه في النهاية أطلق على شكل ألبوم استديو ثاني في 18 نوفمبر، 2009.
احتل وحش الشهرة المركز الأول في أستراليا والمركز الخامس في الولايات المتحدة، حيث باع أكثر من مليون نسخة هناك. وكانت أغنية الألبوم المنفردة الرئيسية «رومانسية سيئة» أغنية أخرى احتلت المركز الأول عالمياً، أما الأغنيتين المنفردتين اللاحقتين «تلفون» و«آليخاندرو»، فاحتلتا مراكز ضمن أول عشرة أغاني في عدة دول. أطلقت «الرقص في الظلام» كرابع أغنية منفردة من الألبوم في أستراليا - حيث احتلت المركز الرابع والعشرين - وفرنسا. أطلق أول ألبوم جامع لغاغا الريميكس في 3 مارس 2010، حيث احتل المركز السادس في الولايات المتحدة والخامس في كندا والثالث في المملكة المتحدة. ألبوم المغنية الاستديو الثالث هكذا ولدت سيطلق في 2011. بحلول أغسطس 2010، باعت غاغا أكثر من 51 مليون أغنية منفردة و15 مليون ألبوم عالمياً.

## البومات الاستديو
| عنوان الالبوم                                              | تفاصيل الالبوم | الأداء التجاري | الأداء التجاري | الأداء التجاري | الأداء التجاري | الأداء التجاري | الأداء التجاري | الأداء التجاري | الأداء التجاري | الأداء التجاري | الأداء التجاري | حجم المبيعات | Certifications |
| عنوان الالبوم                                              | تفاصيل الالبوم | أمريكا         | أستراليا       | النمسا         | كندا           | فرنسا          | ألمانيا        | إيرلندا        | نيو زيلندا     | سويسرا         | بريطانيا       | حجم المبيعات | Certifications |
| ---------------------------------------------------------- | --- | -------------- | -------------- | -------------- | -------------- | -------------- | -------------- | -------------- | -------------- | -------------- | -------------- | --- | --- |
| الشهرة                                                     | - الإصدار: 19, أغسطس 2008                                                                                               | 2              | 3              | 1              | 1              | 2              | 1              | 1              | 2              | 1              | 1              | - عالميا": 15,000,000 - الولايات المتحدة: 4,312,000 - كندا: 476,000 - فرنسا: 620,000 - المملكة المتحدة: 2,799,889 | - أمريكا: ×3 بلاتنية - أستراليا: 3× بلانتية - النمسا: 4× بلاتنيّة - كندا: 7× بلاتنية وذهبية - فرنسا: بلاتنية - ألمانيا: 9× ذهبية - إيرلندا: 9× بلاتنية - نيو زيلندا: 5× بلانتية - سويسرا: 4× بلاتنية - المملكة المتحدة: 4× بلاتنية |
| هكذا ولدت                                                  | - Released: May 23, 2011 - Label: Streamline, Interscope, Kon Live - Formats: CD, digital download, USB flash drive, LP | 1              | 1              | 1              | 1              | 1              | 1              | 1              | 1              | 1              | 1              | - World: 8,000,000 - US: 2,101,000 - CAN: 93,000 - FRA: 180,000 - UK: 853,633                                     | - US: 2× Platinum - AUS: 2× Platinum - CAN: 3× Platinum - FRA: 2× Platinum - GER: Platinum - NZ: Platinum - SWI: Platinum - UK: Platinum                                                                                          |
| "—" denotes items that did not chart or were not released. | |                |                |                |                |                |                |                |                |                |                | | |

## الألبومات الجامعة
| السنة                                                          | معلومات الألبوم | ذروة المواقع في مراكز سباقات الأغاني | ذروة المواقع في مراكز سباقات الأغاني | ذروة المواقع في مراكز سباقات الأغاني | ذروة المواقع في مراكز سباقات الأغاني | ذروة المواقع في مراكز سباقات الأغاني | ذروة المواقع في مراكز سباقات الأغاني | المبيعات                                     | الشهادات                 |
| السنة                                                          | معلومات الألبوم | [ 7 ]                                | [ 8 ]                                | [ 10 ]                               | [ 13 ]                               | [ 14 ]                               | [ 16 ]                               | المبيعات                                     | الشهادات                 |
| -------------------------------------------------------------- | --- | ------------------------------------ | ------------------------------------ | ------------------------------------ | ------------------------------------ | ------------------------------------ | ------------------------------------ | -------------------------------------------- | ------------------------ |
| 2010                                                           | الريميكس The Remix - الإصدار: 3 مارس، 2010 - شركة الإنتاج: كون لايف، ستريملاين، شيريتري، إنترسكوب - أشكال الإصدار: قرص مضغوط، إل بي، تحميل موسيقى | 6                                    | 12                                   | 5                                    | 10                                   | 9                                    | 3                                    | - عالمياً: 500,000 - الولايات المتحدة: 39,000 | - اليابان: أسطوانة ذهبية |
| "—" تشير إلى لم يتم الإصدار أو لم يتم بلوغ مركز جيد في السباق. | |                                      |                                      |                                      |                                      |                                      |                                      |                                              |                          |

## الألبومات المطولة
| السنة | معلومات الألبوم | ملاحظات |
| ----- | --- | --- |
| 2009  | جلسات الشيريتري The Cherrytree Sessions - الإصدار: 3 فبراير، 2009 - شركة الإنتاج: كون لايف، ستريملاين، شيريتري، إنترسكوب - أشكال الإضدار: أسطوانة مضغوطة، تحميل موسيقى | - في البداية، أطلق الألبوم بشكل حصري في متاجر ومراكز تحميل بوردر، قبل إعادة إصداره بشكل أوسع في أغسطس 2010 - يشمل نسخة مباشرتين وأخرى ريميكس لأغاني الشهرة - مبيعات الولايات المتحدة: 9,000 |
| 2009  | إعادة تلحين الضربات Hitmixes - الإصدار: 25 أغسطس، 2009 - شركة الإنتاج: كون لايف، ستريملاين، شيريتري، إنترسكوب - أشكال الإضدار: أسطوانة مضغوطة                          | - أصدر بشكل حصري في كندا - يضم سبع أغاني أعيد تلحينها من الشهرة - احتل المركز الثامن في مركز سباقات الأغاني الكندي                                                                          |

## الأغاني المنفردة
| السنة                                                          | الأغنية                                                          | ذروة المواقع في مراكز سباقات الأغاني | ذروة المواقع في مراكز سباقات الأغاني | ذروة المواقع في مراكز سباقات الأغاني | ذروة المواقع في مراكز سباقات الأغاني | ذروة المواقع في مراكز سباقات الأغاني | ذروة المواقع في مراكز سباقات الأغاني | ذروة المواقع في مراكز سباقات الأغاني | ذروة المواقع في مراكز سباقات الأغاني | ذروة المواقع في مراكز سباقات الأغاني | ذروة المواقع في مراكز سباقات الأغاني | الشهادات | الألبوم         |
| السنة                                                          | الأغنية                                                          | [ 43 ]                               | [ 8 ]                                | [ 9 ]                                | [ 44 ]                               | [ 11 ]                               | [ 45 ]                               | [ 13 ]                               | [ 14 ]                               | [ 46 ]                               | [ 47 ]                               | الشهادات | الألبوم         |
| -------------------------------------------------------------- | ---------------------------------------------------------------- | ------------------------------------ | ------------------------------------ | ------------------------------------ | ------------------------------------ | ------------------------------------ | ------------------------------------ | ------------------------------------ | ------------------------------------ | ------------------------------------ | ------------------------------------ | --- | --------------- |
| 2008                                                           | "ارقص فقط Just Dance" (مع كولبي أودونيس)                         | 1                                    | 1                                    | 8                                    | 1                                    | 14                                   | 10                                   | 1                                    | 3                                    | 8                                    | 1                                    | - الولايات المتحدة: 4× أسطوانة بلاتينية - أستراليا: 3× أسطوانة بلاتينية - كندا: 6× أسطوانة بلاتينية - المملكة المتحدة: أسطوانة بلاتينية[c] | الشهرة          |
| 2008                                                           | "وجه البوكر Poker Face"                                          | 1                                    | 1                                    | 1                                    | 1                                    | 1                                    | 1                                    | 1                                    | 1                                    | 1                                    | 1                                    | - الولايات المتحدة: 4× أسطوانة بلاتينية - أستراليا: 6× أسطوانة بلاتينية - كندا: 8× أسطوانة بلاتينية - المملكة المتحدة: أسطوانة بلاتينية[c] | الشهرة          |
| 2009                                                           | "إي، إي (لا يوجد شيء آخر للقول) Eh, Eh (Nothing Else I Can Say)" | —                                    | 15                                   | —                                    | 68                                   | 7                                    | —                                    | —                                    | 9                                    | —                                    | —                                    | - أستراليا: أسطوانة ذهبية | الشهرة          |
| 2009                                                           | لعبة حب Love Game"                                               | 5                                    | 4                                    | 6                                    | 2                                    | 5                                    | 7                                    | 30                                   | 12                                   | 15                                   | 19                                   | - الولايات المتحدة: أسطوانة بلاتينية - أستراليا: أسطوانة بلاتينية - كندا: 2× أسطوانة بلاتينية                                              | الشهرة          |
| 2009                                                           | "تسكع Chillin" (وايل مع ليدي غاغا)                               | 99                                   | 29                                   | —                                    | 73                                   | —                                    | —                                    | 19                                   | —                                    | —                                    | 12                                   | | عجز في الانتباه |
| 2009                                                           | "بابارازي Paparazzi"                                             | 6                                    | 2                                    | 3                                    | 3                                    | 6                                    | 1                                    | 4                                    | 5                                    | 4                                    | 4                                    | - الولايات المتحدة: أسطوانة بلاتينية - أستراليا: 2× أسطوانة بلاتينية - المملكة المتحدة: أسطوانة ذهبية[c]                                   | الشهرة          |
| 2009                                                           | "رومانسية سيئة Bad Romance"                                      | 2                                    | 2                                    | 1                                    | 1                                    | 1                                    | 1                                    | 1                                    | 2                                    | 2                                    | 1                                    | - الولايات المتحدة: أسطوانة بلاتينية - أستراليا: 3× أسطوانة بلاتينية - كندا: 7× أسطوانة بلاتينية - المملكة المتحدة: أسطوانة ذهبية[c]       | وحش الشهرة      |
| 2010                                                           | "تلفون Telephone" (مع بيونسيه)                                   | 3                                    | 3                                    | 3                                    | 3                                    | 3                                    | 3                                    | 1                                    | 3                                    | 4                                    | 1                                    | - أستراليا: 2× أسطوانة بلاتينية - كندا: 3× أسطوانة بلاتينية                                                                                | وحش الشهرة      |
| 2010                                                           | "آليخاندرو Alejandro"                                            | 5                                    | 2                                    | 2                                    | 4                                    | 3                                    | 2                                    | 3                                    | 11                                   | 3                                    | 7                                    | - أستراليا: أسطوانة بلاتينية | وحش الشهرة      |
| 2010                                                           | "الرقص في الظلام Dance In The Dark"                              | 122                                  | 24                                   | —                                    | 88                                   | —                                    | —                                    | —                                    | —                                    | —                                    | 89                                   | | وحش الشهرة      |
| "—" تشير إلى لم يتم الإصدار أو لم يتم بلوغ مركز جيد في السباق. |                                                                  |                                      |                                      |                                      |                                      |                                      |                                      |                                      |                                      |                                      |                                      | |                 |

### الأغاني المنفردة التسويقية
| السنة                                                          | الأغنية | ذروة المواقع في مراكز سباقات الأغاني | ذروة المواقع في مراكز سباقات الأغاني | الألبوم                |
| السنة                                                          | الأغنية | [ 44 ]                               | [ 47 ]                               | الألبوم                |
| -------------------------------------------------------------- | --- | ------------------------------------ | ------------------------------------ | ---------------------- |
| 2008                                                           | "جميل، وسخ، غني Beautiful, Dirty, Rich"                                                                                                | —                                    | 83                                   | الشهرة                 |
| 2008                                                           | "شجرة الميلاد Christmas Tree" (مع سبايس كاوبوي)                                                                                        | 79                                   | —                                    | غير محتواة في أي ألبوم |
| 2010                                                           | "وجه البوكر / عاجزة عن الكلام / أغنيتك" Poker Face / Speechless / Your Song (مع إلتون جون؛ من حفل توزيع جوائز الغرامي الثاني والخمسون) | 94                                   | —                                    | غير محتواة في أي ألبوم |
| "—" تشير إلى لم يتم الإصدار أو لم يتم بلوغ مركز جيد في السباق. | |                                      |                                      |                        |

## الفيديو كليبات
| السنة | الفيديو                                                          | المخرج          |
| ----- | ---------------------------------------------------------------- | --------------- |
| 2008  | "ارقص فقط Just Dance" (مع كولبي أودونيس)                         | ميلينا ماتسوكاس |
| 2008  | "جميل، وسخ، غني Beautiful, Dirty, Rich"                          | ميلينا ماتسوكاس |
| 2008  | "وجه البوكر Poker Face"                                          | راي كاي         |
| 2009  | "إي، إي (لا يوجد شيء آخر للقول) Eh, Eh (Nothing Else I Can Say)" | جوزيف كاهن      |
| 2009  | "لعبة حب LoveGame"                                               | جوزيف كاهن      |
| 2009  | "تسكع Chillin" (وايل مع ليدي غاغا)                               | كريس روبنسون    |
| 2009  | "بابارازي Paparazzi"                                             | جوناس أيكرلاند  |
| 2009  | "رومانسية سيئة Bad Romance"                                      | فرانسيس لورانس  |
| 2009  | "فيديو فون Video Phone" (بيونسيه مع ليدي غاغا; إعادة تلحين مطول) | هايب ويليامز    |
| 2010  | "تلفون Telephone" (مع بيونسيه)                                   | جوناس أيكرلاند  |
| 2010  | "آليخاندرو Alejandro"                                            | ستيفين كلاين    |